# Renegades (1930)
Renegades is een Amerikaanse avonturenfilm uit 1930 onder regie van Victor Fleming. Destijds werd de film in Nederland uitgebracht onder de titel Afvalligen.

## Verhaal
De mooie, maar gevaarlijke Eleanore verleidt vier soldaten uit het Frans Vreemdelingenlegioen. Zij wil hen overtuigen om zich bij de vijand aan te sluiten. Wanneer Eleanore haar ware gelaat toont, blijkt het moeilijk om nog op hun beslissing terug te komen.

## Rolverdeling
| Acteur          | Personage            |
| --------------- | -------------------- |
| Warner Baxter   | Jean Deucalion       |
| Myrna Loy       | Eleanore             |
| Noah Beery      | Thurman Machwurth    |
| Gregory Gaye    | Dmitri Vologuine     |
| George Cooper   | Harry A. Biloxi      |
| Béla Lugosi     | Sjeik Muhammed Halid |
| C. Henry Gordon | Kapitein Mordiconi   |